# BlackBerry Messenger Enterprise
 (octobre 2021).
La mise en forme du texte ne suit pas les recommandations de Wikipédia : il faut le « wikifier ».
Les points d'amélioration suivants sont les cas les plus fréquents. Le détail des points à revoir est peut-être précisé sur la page de discussion.
- Les titres sont pré-formatés par le logiciel. Ils ne sont ni en capitales, ni en gras.
- Le texte ne doit pas être écrit en capitales (les noms de famille non plus), ni en gras, ni en italique, ni en « petit »…
- Le gras n'est utilisé que pour surligner le titre de l'article dans l'introduction, une seule fois.
- L'italique est rarement utilisé : mots en langue étrangère, titres d'œuvres, noms de bateaux, etc.
- Les citations ne sont pas en italique mais en corps de texte normal. Elles sont entourées par des guillemets français : « et ».
- Les listes à puces sont à éviter, des paragraphes rédigés étant largement préférés. Les tableaux sont à réserver à la présentation de données structurées (résultats, etc.).
- Les appels de note de bas de page (petits chiffres en exposant, introduits par l'outil «  Source ») sont à placer entre la fin de phrase et le point final[comme ça].
- Les liens internes (vers d'autres articles de Wikipédia) sont à choisir avec parcimonie. Créez des liens vers des articles approfondissant le sujet. Les termes génériques sans rapport avec le sujet sont à éviter, ainsi que les répétitions de liens vers un même terme.
- Les liens externes sont à placer uniquement dans une section « Liens externes », à la fin de l'article. Ces liens sont à choisir avec parcimonie suivant les règles définies. Si un lien sert de source à l'article, son insertion dans le texte est à faire par les notes de bas de page.
- La présentation des références doit suivre les conventions bibliographiques. Il est recommandé d'utiliser les modèles {{Ouvrage}}, {{Chapitre}}, {{Article}}, {{Lien web}} et/ou {{Bibliographie}}. Le mode d'édition visuel peut mettre en forme automatiquement les références.
- Insérer une infobox (cadre d'informations à droite) n'est pas obligatoire pour parachever la mise en page.

Pour une aide détaillée, merci de consulter Aide:Wikification.
Si vous pensez que ces points ont été résolus, vous pouvez retirer ce bandeau et améliorer la mise en forme d'un autre article.
BlackBerry Messenger Enterprise (BBMe) est un service de Messagerie instantanée crypté de bout en bout et payant de l'entreprise technologique canadienne BlackBerry. L'application de messagerie est basée sur une version renouvelée de BlackBerry Messenger qui avait été publiée pour la première fois en 2005 en tant que premier service de messagerie instantanée mobile et qui a rencontré une grande popularité dans le monde entier pendant des années avant d'être finalement abandonné en 2019. 
L'application BBMe est disponible sur la plupart des systèmes d'exploitation courants tels que Google Android, Apple IOS / macos, Microsoft Windows (pour ordinateur et ordinateur portable) et BlackBerry 10. BBMe s'adresse principalement aux clients professionnels, mais est également disponible pour les utilisateurs privés. Il s'agit d'une application de messagerie payante, les coûts d'un abonnement de 6 mois pour Android et iOS sont en 2022 d'environ 2,49 €,. Avec les smartphones BlackBerry actuels tels que le KEY2, le MOTION ou le KEY1, l'utilisation devrait être gratuite pendant au moins 12 mois. Pour utiliser BlackBerry Messenger Enterprise, après avoir installer le programme, il suffit de créer un identifiant BlackBerry gratuit (= compte utilisateur) avec une adresse e-mail,. En général, le logiciel impressionne par son design attrayant, ses structures de menu logiques et l'accent mis sur la sécurité[réf. nécessaire].

## Les fonctions de BlackBerry Messenger Enterprise
- Service de messagerie instantanée sécurisé pour smartphones et ordinateurs sur jusqu'à 5 appareils en même temps
- Créer une photo de profil
- Possibilité d'inviter des contacts
- Téléphonie IP et visiophonie via BBMe
- Fonction conférence téléphonique et visioconférence jusqu'à 15 participants
- Échange de fichiers divers tels que photos, vidéos, autres documents
- Création de différents groupes
- Émoticônes et symboles
- Partage d'écran
- Partage GPS pour les réunions[2]

## Sites Web
https://www.blackberry.com/fr/fr/solutions/secure-communication#bbm-enterprise
https://www.blackberry.com/us/en/products/bbm-enterprise